# آنا ليتيشا باربولد
آنا ليتيشا باربولد (بالإنجليزية: Anna Laetitia Barbauld) شاعرة إنجليزية بارزة وكاتبة وناقدة أدبية ومحررة ومؤلفة كتب للأطفال ولدت في 20 حزيران عام 1743 وتوفيت في 9 آذار عام 1825.
هي مفكرة ومؤلفة نشرت العديد من أعمالها المختلفة، وكانت مسيرتها ككاتبة ناحجة ولاسيما في عصر ندر فيه وجود كاتبات محترفات وأيضا كانت معلمة ذائعة الصيت في أكاديمية بالجريف ومؤلفة كتب للأطفال مبتكرة، كان كتابها الأول دليلا عن علوم أصول التدريس لأكثر من قرن وأوضحت مقالاتها أنه من الممكن للمرأة أن تشارك جهرا في السياسة حيث اقتدى بها الكثير من المؤلفين من بينهم اليزابيث بينجير وامتدت مسيرتها الأدبية عدة فترات في تاريخ الأدب البريطاني فعزز عملها قيمة الثقافة والوعي وكان شعرها تأسيسي لتنمية الإبداع الأدبي البريطاني الرومانسي بالإضافة إلى أنها ناقدة أدبية حيث ساعدت مختاراتها من الروايات البريطانية في القرن 18 على إقامة ما هو معروف اليوم بالشريعة.
انتهت فجأة مهنتها كشاعرة في عام 1812 بعد نشرها لقصيدة بعنوان ألف وثمان مئة واحدى عشر والتي نقدت فيها مشاركة بريطانيا في الحروب النابليونية حيث صُدمت من التقييمات النقدية الرديئة ولم تنشر شيئا بعدها، فتضررت سمعتها عندما وقف ضدها الكثير من الشعراء الرومنسيين الذين ألهمتهم في ذروة الثورة الفرنسية ولكنهم انقلبوا ضدها في سنوات السلم، وأصبحت تُذكر على أنها كاتبة أطفال فقط خلال القرن 19 ونُسيت في القرن 20 ولكن تجدد الاهتمام بأعمالها مع ارتفاع النقد النسوي الأدبي في الثمانينات واستعادت مكانتها في التاريخ الأدبي.

## سنواتها الأولى
ولدت باربولد في 20 حزيران عام 1743 في كيبورث هاركورت الواقعة في مقاطعة ليسترشير من الأبوين جين وجون أيكين، وسميت بنانسي على اسم جدتها من طرف والدتها (وكان لقبها آنا في القرن الثامن عشر) وتعمدت بعد أسبوعين من ولادتها على يد خالها جون جينينغز في هونتينغدونشير، وكان والدها ناظر في الأكاديمية المعارضة في كيبورث هاركورت وقسيس في كنسية مشيخية قريبة منه، وحسب وصف الباحث في حياة باربولد ويليام مكارثي أمضت باربولد طفولتها «في أحد أفضل المنازل في كيبورث حيث كان يقع في منتصف ميدان القرية» وكان منزلها أيضا عبارة عن مدرسة للبنين وكانت آنا ذائعة الصيت وقتها. وكانو مرتاحين من حيث مستوى المعيشة وأشار مكارثي أنه ربما تم تصنيف عائلة باربولد مع مُلاك الصرف والتجار والمصنعين الأثرياء، فعند وفاة والد باربولد عام 1780 بلغت قيمة ممتلكاته بأكثر من 2,500 باوند.
قالت باربولد لزوجها في عام 1773 «تحدثت قليلا في بداية حياتي عن جنسي لأنه لم يكن هناك أحد لأتحدث معه في القرية التي كنت أعيش فيها عن هذا الموضوع» حيث كانت محاطة بالأولاد عندما كانت طفلة وأخذت منهم طابع الروح المعنوية العالية، وحاولت والدتها قمع هذه الصفات الصبيانية التي كان يُنظر لها في ذلك الوقت على أنها تصرفات غير لائقة بالمرأة، ووفقا لمذكرات لوسي أيكين أدت هذه النشأة إلى «تحلي باربولد بالحياء والعفة»، فلم تكن باربولد مرتاحة بهويتها كامرأة وكانت تعتقد دائما أنها فشلت في الارتقاء للمستوى الأمثل من الأنوثة وأدى ذلك إلى تمحور الكثير من كتاباتها حول القضايا الرئيسية للمرأة وسمح لها منظورها «الخارجي» التساؤل حول العديد من الفرضيات التقليدية عن المرأة خلال القرن الثامن عشر.
طلبت باربولد من والدها أن يعلمها الأدب الكلاسيكي فعلمها بعد الكثير من الإصرار وهكذا أُتيحت الفرصة لها لتعلم اللاتينية واليونانية والفرنسية والإيطالية والعديد من المواضيع الأخرى التي تعتبر في ذلك الوقت غير مناسبة للنساء. ولع باربولد بالدراسة أقلق والدتها التي توقعت أن تصبح عانس بسبب ثقافتها فلم تكن باربولد مقربة من والدتها كقربها من والدها ولكن كانت والدتها فخورة بها وبإنجازاتها وبعد سنوات كتبت لإبنتها «عرفتُ فتاةً صغيرةً متلهفة للتعلم كتلهف والدها  لتعليمها وإعطائها ما عنده فاستطاعت هذه الفتاة ذات العامين أن تقرأ جملاً وقصصاً قصيرةً بتعمق دون المعرفة بالإملاء وفي نصف عام استطاعت أن تقرأ كأغلبية النساء فلم يسبق لي أن عرفت ولن أعرف أحدا مثلها».
وصف شقيق باربولد جون أيكين والده بأنه «أفضل أب وأحكم مستشار وأحن صديق وكل شيء قد يتطلب الحب والتقدير»، حيث حث والد باربولد على الكثير من الأمور كدفع الضرائب، وبالرغم من وصف لوسي أيكين له على أنه متواضع ومتحفظ إلى حد كبير. كانت علاقة ورابطة باربولد بشقيقها في مرحلة الطفولة قوية حيث صورت والدتهم علاقتهم بأنهم أصبحوا في نهاية المطاف شركاء في الأدب، فعلقت جوانا بيلي في عام 1817 على علاقتهم «القليل من الإخوة والأخوات يكونون سويا ويواجهون الصعاب معا على مر السنوات!».
انتقلت عائلة باربولد في عام 1758 لأكاديمية وارينغتون الواقعة في بلدة وارينغتون حيث عُرض على والدها وظيفة للتدريس ولفت انتباه الكثير من الشخصيات البارزة في ذلك الوقت مثل الفيلسوف الطبيعي والموحد اللاهوتي جوزيف بريستلي وأصبح والدها يعرف «بأثينا الشمال» لمحيطه الفكري المحفز ومن ضمن أحد أبرز الشخصيات أيضا الفرنسي الثوري جان بول مارا حيث تشير السجلات إلى أنه كان «سيد الفرنسي» في السبعينات من القرن الثامن عشر حيث زُعيم أنه كتب رسالة إلى جون أيكين معلنا فيها نيته بأن يصبح مواطنا إنجليزيا وأن يتزوج باربولد، وأرشيبالد هاملتون روان والذي وقع في حب باربولد ووصفها بأنها «غاية في الجمال ومتميزة بتحررها حيث احتفظت بهذه الصفة طوال حياتها وكانت رشيقة ذات بشرة رائعة كزهرةٍ بكامل نضارتها والملامح العادية والأنيقة والعينان الزرقاوان اللتان تشعان بالذكاء والولع»، ولكن والدتها كانت قلقة بسبب رفض باربولد للكثير من عروض الزواج.

## أولى نجاحاتها الأدبية وزواجها
في عام 1773 نشرت باربولد أول كتاب شعري لها بعد مدح واقناع اصدقائها بنشره، وحمل كتابها عنوان القصائد حيث صدر منه أربع طبعات في عام واحد فقط وتفاجأت باربولد بهذا النجاح وأصبحت شخصية أدبية محترمة في انكلترا بسبب شهرة كتابها وفي نفس السنة نشرت باربولد بالاشتراك مع شقيقها جون أيكين منوعات من النثر والتي تلقت أيضا اقبالا جيدا حيث أن المقالات (والتي معظمها كتبتها باربولد) كانت إيجابية مقارنة بصمويل جونسون.
على الرغم من بعض «الشكوك» تزوجت باربولد في آيار عام 1774 من روشمينت باربولد الذي ولد عام 1749 وتوفي عام 1808 وهو حفيد هوغونوتيون الفرنسي وتلميذ سابق في وارينغتون.
انتقل الثنائي بعد حفل زفافهما إلى سوفولك بالقرب من مكان عمل روشمينت والذي عُرض عليه الانضمام لجماعة والعمل في مدرسة للبنين، فاستغلت باربولد وقتها في إعادة كتابت بعض الترانيم والتي هي هواية شائعة في القرن 18 حيث نشرت عملها في كتاب تحت عنوان قطع تعبدية جُمعت من الترانيم والكتاب العبري بالإضافة إلى مقالتها «أفكار عن الميل العبادي والطوائف والمؤسسات» والتي شرحت فيها نظريتها عن الشعور الديني والمشاكل الملازمة للتكوين النظامي الديني.

في عام 1775 وبعد سنة واحدة من الزواج كانت باربولد وزوجها قلقين من عدم إنجابهما طفلاً، فاقترحت على شقيقها أن تتبنى واحداً من أبنائه:
طلبي ليس ببسيط وأنا أعي تماما بأنه ليس من السهل على الوالدين أن يفترقوا عن طفلهم، فأن يكون لدى الشخص طفلاً أو لا يُشكل فرقاً كبيراً في السعادة، إنني أُدرك أن هناك فرق بسيط أو يكاد لا يعتبر فارقاً سواء كان لدى الشخص ثلاثة أطفال أو أربعة أو خمسة أو ستة لأنه يتحتم إعطاء كل ما لديك من الاهتمام والحنان لهم، لهذا يجب علينا أن نكسب ولكنك لن تخسر.
وفي نهاية المطاف وافق شقيقها وتبنى الثنائي الطفل تشارلز فبسببه كتبت باربولد أشهر كُتبها: كتاب دروس للأطفال في 1778 و79 وأيضا ترانيم في النثر للأطفال في عام 1781.

## أكاديمية بالجريف
أمضت باربولد مع زوجها إحدى عشر عاما في التدريس في أكاديمية بالجريف في سوفولك، لم تكن باربولد مسؤولة عن منزلها فقط بل أيضا عن المدرسة فكانت محاسبة وعاملة ومدبرة، وفُتحت المدرسة آنذاك مع  ثمانية أولاد فقط ولكن عندما غادرتها باربولد في عام 1785 التُحق بها حوالي 40 ولداً بسبب اكتساب المدرسة لسمعةٍ ممتازة، وجذبت فلسفة باربولد التعليمية المنشقين والانجليكيين. استبدلت أكاديمية بالجريف نظام الانضباط المتشدد في المدارس التقليدية مثل كلية إيتون والتي غالبا ما تستخدم العقاب الجسدي مع نظام «الغرامات والتوبيخ» وحتى من المرجح قيامهم «بمحاكمات للأحداث» وهي محاكمات تجرى من قبل وللطلاب أنفسهم، وأيضا بدلا من المناهج الكلاسيكية التقليدية فقد قدمت المدرسة المنهج العملي الذي يركزعلى العلوم واللغات الحديثة. قامت باربولد بتدريس الأولاد الصغار المواد الأساسية كالقراءة والدين وللصفوف العليا الجغرافيا والتاريخ والتأليف والبلاغة، فكانت معلمة متفانية حيث كانت تعرض «وقائع أسبوعية» للمدرسة وتكتب قصص مسرحية ليقوم الطلاب بأدائها، فأثرت باربولد كثيرا على طلابها ومن بينهم ويليام تايلور الذي نجح نجاحا كبيرا  فكان باحثا بارزا في الأدب الألماني وأشار إلى أن باربولد هي «ملهمته».

## المشاركة في السياسة وهامبستيد
في شهر أيلول من عام 1785 غادرت باربولد بالجريف مع زوجها للقيام بجولة في فرنسا. وكانت حالة روشمينت العقلية في تدهور فلم يعد قادرا على القيام بواجباته اتجاه التدريس، وفي عام 1787 انتقلوا إلى هامبستيد حيث طُلب من روشمينت أن يكون رئيسا وأصبح فيما بعد موحداً في روسلين هيل. ومن هنا أصبحت باربولد صديقة مقربة للكاتبة المسرحية جوانا بيلي، بالرغم من أن باربولد وزوجها لم يعودا مسؤولين عن المدرسة ولكنهم لم يتخلوا عن التزاماتهم اتجاه التعليم وغالبا ما كان لديهم تلميذ أو تلميذين يعيشون معهم حيث أن أصدقائهم المقربين أوصوا عليهم.
وخلال ذروة الثورة الفرنسية قامت باربولد بنشر إحدى أكثر كتبها السياسية تطرفا، ومن عام 1787 إلى 1790 حاول تشارلز جيمس فوكس إقناع مجلس العموم البريطاني لتمرير قانون منح المنشقين حقوق المواطنة الكاملة وعندما تم رفض هذا القانون للمرة الثالثة كتبت باربولد أحد أكثر منشوراتها الانفعالية بعنوان خطاب إلى المعارضين لإلغاء مرسوم الهيئة والاختبار حيث صُدم القراء عندما أكتشفوا أنه حجة منطقية كهذه كتبتها امرأة، وبعد فشل وليام ويلبرفورس في عام 1791 بحظر تجارة الرقيق نشرت باربولد رسالة إلى حضرة السيد ويليام ويلبرفورس بشأن رفض مشروع قرار إلغاء تجارة الرقيق حيث لم تعبر عن أسفها على مصير العبيد فقط بل وحذرت أيضا من الانحطاط الثقافي والاجتماعي الذي من الممكن أن تتعرض له بريطانيا ما لم تتخلى عن العبودية،  و واصلت باربولد كتابتها في عام 1792 عن موضوع المسؤولية الوطنية في الخطبة المناهضة للحرب تحت عنوان خطايا الحكومة وخطايا الشعب، فناقشت فيها أن كل فرد مسؤول عن أفعال الأمة، حيث قالت: «نحن مدعوون اليوم للتوبة من الخطايا الوطنية وذلك لأننا نستطيع مساعدتهم ولأنه وُجب علينا مساعدتهم»

## ستوك نوينغاتون ونهاية مهنتها الأدبية
انتقلت باربولد مع زوجها إلى ستوك نوينغاتون في عام 1802 حيث تولى روشمينت واجبات الكنيسة في نوينغاتون جرين، وكانت باربولد سعيدة لعيشها بالقرب من شقيقها جون بسبب تدهور حالة زوجها العقلية، وبسبب حالته العقلية أصبح «يكره زوجته كرها شديدا حيث كان يوجه نوبات غضبه المجنونة نحو زوجته، ففي أحد الأيام وعلى طاولة العشاء أخذ روشمينت سكينا وطارد بها باربولد حول الطاولة ولكنها استطاعت إنقاذ نفسها عبر القفز من النافذة»، وتكررت مثل هذه الحادثة لباربولد كثيرا مما سبب لها الحزن بالإضافة لتعرضها للخطر ولكنها رفضت ترك زوجها، وأغرق روشمينت نفسه في نهر نيو رفير في عام 1808 فسيطر الحزن على باربولد. وعندما عادت باربولد للكتابة نشرت قصيدتها المتمردة بعنوان ألف وثمانُ مائة واحدى عشر في عام 1812 التي صورت فيها دمار إنكلترا فنُقدت بشدة ولم تَنشُر شيئا بعدها على الرغم من أن الكثير من العلماء الآن ينظرون لقصيدتها كأعظم إنجاز شعري لها، وتوفيت بعد ذلك في عام 1825 ككاتبة مشهورة ودفنت في مقبرة العائلة في شارع ماري الواقع في ستوك نوينغاتون، وبعد وفاة باربولد نُصب لها لوح رخامي منقوش في كنيسة نوينغاتون جرين.

## الإرث
بعد وفاة باربولد أثنت مجلة نيوكاسل عليها «بلا شك فإن باربولد أول وأفضل شاعرة من شعرائنا الإناث وواحدة من أفصح وأقوى الكُتاب في مجال النثر» وأعلنت مجلة امبريال أنه «طالما أن هناك أُناس يتثقفون في بريطانيا أو في أي مكان أخر وطالما عُرفت اللغة الإنجليزية فإنه سيبقى اسم هذه السيدة العريقة مُحترم» حيث تم مقارنتها بشكل إيجابي بجوزيف أديسون وسمويل جونسون وهذا يعد إنجازاً عظيماً لكاتبة في القرن 18، ولكن بحلول عام 1925 أصبحت تُذكر على أنها كاتبة للأطفال واستمر ذلك حتى ظهور النقد الأدبي النسوي في الأكاديمية في السبعينات والثمانينات من القرن العشرين حيث بدأوا بضم باربولد للتاريخ الأدبي.
أتى اختفاء باربولد الملحوظ من الجانب الأدبي لعدة أسباب، وأحد أهم الأسباب كان الازدراء الذي انهال عليها من سامويل تايلر كولريدج وويليام ووردزورث وهم شعراء ألهمهم شعرها في بداية شبابهم وخلال أيام التمرد ولكن فيما بعد في سنوات السلم رفضوا عملها وعندما أصبحوا قُداسًا أصبحت آرائهم مؤثرة، وكانت باربولد جزءً مهماً من الثورة الفكرية وتحديدا في الأكاديميات المعارِضة وكما قال ماثيو أرنولد بأنه في نهاية القرن 19 ارتبطت هذه الأكاديميات «بفلستاين» الطبقة المتوسطة. أصبحت الطبقة المتوسطة المُصلحة في القرن 18 مسؤولة عن التجاوزات والانتهاكات في عصر الثورة الصناعية، وأخيرا نظر الفيكتوريون لباربولد على أنها «رمز للوجدانية الطاهرة» «وأن شجاعتها السياسية وعقليتها الصعبة وموهبتها في الفكاهة والسخرية طُمست» فهي شخصيةٌ أدبيةٌ احتقرها المتحررون.
مع تطور وتحول الدراسات الأدبية إلى تخصص أدبي في نهاية القرن 19 وبروز قصة نشأة الأدب الرومانسي في انكلترا، ووفقا لهذا الإصدار من التاريخ الأدبي، كان كوليردج وووردزورث الشعراء المهيمنين في ذلك العصر وسيطرت هذه الفكرة لحوالي قرن. فلم تأخذ باربولد حقها حتى مع ظهور النقد النسوي في السبعينات من القرن الماضي فكما شرحت مارغريت أيزيل، أردن الناقدات إحياء نوعٍ معين من النساء وهنّ امرأة تشتاط غضبا وامراة تعارض التمييز بين الجنسين  في زمنها وأخرى تحاول تشكيل جماعة من الأخوات فلم تكن باربولد مناسبة لهذه الفئات حتى مجيء الأدب الرومانسي وقوانينه حيث أُعيد تقييم الحركة النسووية فصُورت باربولد كصوت نابض بالحياة.
تراجعت طباعة أعمال باربولد مع عدم وجود سيرة علمية كاملة لها حتى كتب ويليام مكارثي عنها في عام 2009  آنا لاتيشيا باربولد: صوت التنوير.أصبح ابن باربولد المتبنى تشارلز طبيبا وعالم كيميائي وتزوج من ابنة جيلبرت ويكفيلد  ورزقا بآنا لاتيشيا بيرتون والتي كتبت في عام 1874 مذكرات أدبية من ضمنها مذكرات السيدة باربولد حيث تضمنت رسائل وملاحظات عائلتها وأصدقائها.

## روابط خارجية
- آنا ليتيشا باربولد على موقع الموسوعة البريطانية (الإنجليزية)
- آنا ليتيشا باربولد على موقع ديسكوغز (الإنجليزية)